# João Henriques Moniz
João Henriques Moniz (Funchal, 16 de julho de 1790 - Praia, 1 de julho de 1847) foi um prelado português da Igreja Católica, bispo de Santiago de Cabo Verde.

## Biografia
Filho de José Moniz e de Catarina do Socorro, matriculou-se em cânones na Universidade de Coimbra, onde se formou em 1822. Foi ordenado padre em 9 de março de 1816. Foi enviado para o Cabo Verde em 1830, como deportado político, por conta de suas ideias, e estabeleceu-se na Ilha Brava, onde fundou uma escola para ambos sexos. Em 1835, foi nomeado governador do bispado e a partir de julho de 1839, fez as funções de pároco da Ilha Brava, por falta de sacerdotes na região.
Em 27 de novembro de 1840, foi eleito como bispo de Santiago de Cabo Verde. Contudo, dada as relações rompidas com a Santa Sé naquele momento, seu nome foi confirmado apenas em 24 de novembro de 1845 e, em 12 de julho de 1846, foi consagrado por Dom Manuel José da Costa, bispo de Leiria.
Voltou à Sé em 25 de fevereiro de 1847, mas lá chegando, teve problemas com o governador e com o cabido da Sé. Os cônegos não lhe reconheceram e nem deram posse, e o governador não entregou as propriedades da Mitra nem mandou lhe pagar as côngruas.
Doente, cheio de desgostos e sem meios de subsistir, morreu na vila da Praia, em 1 de julho de 1847, sendo enterrado no cemitério municipal, sem as pompas fúnebres dignas dos bispos.